# Plebiscyt Przeglądu Sportowego 1951
17. Plebiscyt Przeglądu Sportowego na najlepszego sportowca Polski zorganizowano w 1951 roku.

## Wyniki
1. Zygmunt Chychła - boks (43 761 pkt.)
2. Teodor Kocerka - wioślarstwo (35 512)
3. Gotfryd Gremlowski - pływanie (29 245)
4. Janusz Sidło - lekkoatletyka (22 367)
5. Stanisław Marusarz - narciarstwo (17 143)
6. Emil Kiszka - lekkoatletyka (16 712)
7. Helena Rakoczy - gimnastyka (14 473)
8. Edward Adamczyk - lekkoatletyka (12 835)
9. Gerard Cieślik - piłka nożna (11 538)
10. Teofil Sałyga - kolarstwo (10 907)